# SN 2011fh
SN 2011fh – supernowa typu IIn odkryta 24 sierpnia 2011 roku w galaktyce NGC 4806. W momencie odkrycia miała maksymalną jasność 14,50m.